# Jeunesse et Marine
 (novembre 2014).
Si vous disposez d'ouvrages ou d'articles de référence ou si vous connaissez des sites web de qualité traitant du thème abordé ici, merci de compléter l'article en donnant les références utiles à sa vérifiabilité et en les liant à la section « Notes et références ».
Pour les articles homonymes, voir JEM.
Jeunesse et Marine (JEM) est une école de voile (association loi de 1901), spécialiste des enfants et des jeunes, qui organise des séjours de voile légère et des croisières pour les enfants et les jeunes entre 7 et 17 ans. Les bases nautiques sont localisées en Bretagne Sud dans le golfe du Morbihan mais le siège de cette association nationale qui comprend plusieurs centaines de bénévoles et membres actifs est situé à Paris, au 9, rue de la Véga.
Jeunesse et Marine se décline en « École de voile, École de mer, École de vie » et a pour devise « Des vacances inoubliables, des amitiés fortes, de la voile à tout vent ».

## Histoire
Depuis sa création en 1959, l'école de voile s'est développée sur le pourtour atlantique et en Méditerranée avec une prédilection pour le Morbihan et les îles. À l'origine, Jeunesse et Marine développa ses activités sur le lac d'Hourtin, à la Gracieuse, aux abords Ouest du lac, ainsi qu'à l'île de Groix (Port-Lay).
Par la suite, à partir de 1975, d'autres bases nautiques verront le jour, en particulier à l'île aux Moines, à Belle-Île, à l'île d'Arz, à la presqu'île de Saint-Mandrier, et au Lazaret.  Jeunesse et Marine tenta dans les années 1990 de se développer en Irlande. Le pourcentage d'enfants d'expatriés ou étrangers parmi les stagiaires de Jeunesse et Marine reste significatif avec environ 10 % de la fréquentation.
Cette association a été fondée en 1959 par l'aumônier national pour le Scoutisme marin, le Père Yves-Dominique Mesnard, qui voulut une association apolitique et non-confessionnelle, prête à recevoir tous les jeunes, garçons ou filles, pour des vacances centrées sur le nautisme. Au départ l'association cherchait à éveiller des vocations maritimes, puis elle se concentra sur la découverte du milieu de la mer.
École de mer : avec pour passion la mer, le projet de cette école de voile est axé sur la connaissance et le respect du milieu marin. Les différents niveaux de pratique de la voile proposés permettent aux jeunes de s'initier au monde marin.
École de vie : la mer est particulièrement propice à l'apprentissage de la vie : respect, partage, tolérance, responsabilités, autonomie. Chacun est membre d'une équipe, maillon d'une chaîne où chaque élément compte.
École de voile : le projet pédagogique et humain de Jeunesse et Marine est associé à un enseignement de la voile diversifié qui répond aux standards de la Fédération française de voile. L'enseignement est développé autour de plusieurs filières : voile légère (dériveur, catamaran de sport), voile collective et vieux gréements, croisière côtière et hauturière en habitable. L'enseignement est adapté à chaque âge et chaque niveau. L'encadrement en petits groupes (un moniteur diplômé pour 5 ou 6 stagiaires) permet un enseignement attentif et personnalisé.
Jeunesse et Marine est une école de mer tournée vers l'apprentissage des activités nautiques à destination des enfants et des adolescents. L'association a spécifiquement développé les filières voile légère (dériveur et catamaran) et voile habitable (croisières côtières et hauturières) pour ces tranches d'âges. La course en flotte et la course au large font également partie des filières voile développées par l'association. La participation de Jeunesse et Marine à l'édition 1992 du Tour de France à la voile où plusieurs skippers de renommée internationale se succédèrent à la barre de Karua, le JOD35 de l'association, fut largement commentée dans la revue Voiles et Voiliers. C'est lors de cette édition que les équipages emmenés par Jeunesse et Marine reçurent le soutien de personnalités du monde maritime : Jean-François Deniau, Jean-Luc Van Den Heede, Loïck Peyron, Catherine Chabaud…

## Quelques dates
Source : Yves Aumon et Daniel Gilles
- 1959 : fondation de l’association par le père Yves-Dominique Mesnard, et Félix Romette. Premier stage à Toulon, sur le croiseur « Jean Bart ».
- 1960 : premier stage à Brest sur le trois mâts « Duchesse-Anne ».
- 1961 : premier camp à la Gracieuse, sur le lac Hourtin – Gironde. Baptême du premier bateau de JEM, une caravelle.
- 1962 : JEM s’ouvre aux jeunes filles. Stages spécialisés Marine Marchande, Marine Nationale, Marée et Pêche, Navires Météo, Plongée sous-marine.
- 1965 : première participation de JEM au Salon Nautique. Achat de la base de Port-Lay sur l’île de Groix et réhabilitation des bâtiments de l'ancienne conserverie Jégo.
- 1967 : agrément définitif Jeunesse et Sport.
- 1969 : plus de 1 100 jeunes sont attendus sur les bases d’Hourtin et Groix, JEM dépasse les 26 000 journées de voile.
- 1973 : ouverture de la base de Penhap sur l’île aux Moines, dans le golfe du Morbihan.
- 1981 : construction des randonneurs.
- 1985 : première participation au Tour de France à la voile sur un « Sélection » de JEM.
- 1992 : achat d’un JOD 35 pour le Tour de France à la Voile.
- 2001 : L'association choisit de recentrer son activité sur son projet initial : de découverte de la mer et du nautisme pour faire grandir les jeunes en les rendant autonomes, responsables et en leur faisant découvrir la complémentarité des acteurs d'une équipe et le respect de l'autre.
- 2003 : ouverture de la base de l'Île d'Arz.
- 2009 : cinquantenaire de l'association.
- 2019 : soixantenaire de l'association
- 2024: Dernier été pour la base de Penhap à l’Île aux Moines.

## Les sites
Depuis sa création l'association a développé ses activités en différents lieux du littoral français, tous caractérisés par un environnement naturel exceptionnel et une adaptation parfaite à l'apprentissage de la voile. Aujourd'hui, c'est dans le golfe du Morbihan que s'organisent les séjours de Jeunesse et Marine :
- Morbihan
  - Île de Groix : site de l'ancienne conserverie Jégo de Port-Lay.
  - Golfe du Morbihan
    - Île-aux-Moines : la grande maison du Drehen (cédée depuis) et la base de PenHap à proximité du superbe Dolmen et avec vue sur l'entrée du Golfe
    - Île d'Arz : cale du Mounien
- Belle-Île : plage de Bordardoué.
- Var : 
  - Presqu'île de Saint-Mandrier : ancienne batterie surplombant la rade de Toulon.
- Hourtin : maison forestière de la Gracieuse.
- Presqu'île de Quiberon : Saint-Pierre-Quiberon.
- Le ponton Parisien

Aujourd'hui, seule la base du Mounien (île d'Arz) est encore ouverte, en plus des bateaux habitables.
La base de Penhap ferme en 2024 à la suite d'un non-renouvellement de contrat de la part de la mairie de l’Île aux Moines : [Voir article du Ouest-France].

## Activités
- Éveil à la voile dès 7 ans
- Catamaran de sport
- Dériveur sportif
- Raid nautique
- Planche à voile
- Voile collective
- Croisière côtière
- Croisière hauturière
- Vieux gréements
- Organisation de conférences sur la mer et ses métiers
- Formation aux monitorats de la Fédération française de voile

## Flotte

### La flotte aujourd'hui
- First 36.7
- First 31.7
- First 35S5
- Pogo 8.50
- Mentor
- Drascombe
- Topaz 16
- Topaz 14
- Hobbie Cat 15
- Optimist
- Planche à voile
- RS Cat 14
- RS Zest
- RS Venture
- Newcat 12
- RS Cat 16 (depuis 2024)

### La flotte hier
- Croiseurs
  - Cavale
  - Cocktail
  - Belon (Groix)
  - Golif (Groix)
  - Triskel (Groix)
  - Cotre aurique "Diskuiz" (Groix)
  - Ketch « Hatoup » (Groix)
  - La « Réale » (La Gracieuse - Hourtin)
  - 3 mâts « Duchesse Anne »
  - Croiseur « Jean Bart »
  - Cabernet (Groix)
  - Armagnac (Groix)
  - Chablis
  - Listel (St Mandrier)
  - Gin-Fizz (Groix)
  - Sélection
  - JOD 35 (Groix, années 1990)
  - Etap 20, 22i, 28i (Groix, Pen-Hap)

- Bateaux collectifs
  - Canot de la Marine
  - Courlis (Hourtin puis St Mandrier)
  - Baleinière (Groix)
  - Super Raid (goélette plastique de 6m)
  - Loup de Mer (réplique de baleinière en plastique à gréément aurique ou au tiers) (Hourtin, Pen-Hap, Groix)
  - Randonneur (dériveur intégral alu de 8m gréé en ketch à wishbones) (Hourtin, Pen-Hap, St Mandrier...)
  - KL 28 (catamaran presque habitable) (Pen-Hap, Drehen)
  - Multimono
- Voile légère
  - Twincat 15
  - Newcat F2
  - Colibris (petits catamarans de 10 à 12 pieds)

## Personnalités ayant participé à l'association
- Yann Queffélec, écrivain, Prix Goncourt 1985
- Luc Coquelin, skipper du monocoque Top50, ancien stagiaire et moniteur de l'association
- Jimmy Pahun skipper TFV Ile de France, présentateur du "Café de la Marine"[4], député de la République Française
- Benoît Cabaret, architecte avec Nigel Irens des trimarans B&Q d'Ellen MacArthur, IDEC de Francis Joyon et Sodeb'O de Thomas Coville
- Jean-Luc Van Den Heede, qui skippa le bateau de Jeunesse et Marine sur une étape du Tour de France à la voile en 1992
- Loïck Peyron, qui skippa le bateau de Jeunesse et Marine sur une étape du Tour de France à la voile en 1992
- Catherine Chabaud, qui skippa le bateau de Jeunesse et Marine sur une étape du Tour de France à la voile en 1992
- Florence Arthaud, qui rencontra la section parisienne de Jeunesse et Marine dans les années 1980
- Éric Tabarly, qui a manifesté à plusieurs reprises son soutien aux projets de l'association
- Jean-François Deniau
- Louis Burton, skipper IMOCA, a commencé à pratiquer la voile avec Jeunesse et Marine à l'Ile-aux-Moines [5]
- Marc Pointud, Chevalier de l'ordre national du Mérite Maritime, fondateur et président de la Société Nationale pour le Patrimoine des Phares et Balises